# 로드 오브 카오스
《로드 오브 카오스》(영어: Lords of Chaos)는 스웨덴에서 제작된 요나스 오켈룬드 감독의 2018년 공포 스릴러 영화이다. 로리 컬킨 등이 출연하였다.

## 출연진
- 로리 컬킨
- 에머리 코언
- 잭 킬머
- 앤서니 데라토리
- 스카이 퍼레라
- 발테르 스카르스고르드
- 구스타프 함마르스텐
- 제이슨 아놉
- 욘 외이가르덴